# Glenn Snoddy
Glenn Snoddy (4. května 1922 – 21. května 2018) byl americký zvukový inženýr. Během druhé světové války sloužil v jižním Pacifiku. Podílel se na nahrávkách mnoha hudebníků, mezi něž patří například Billy Joe Royal, Jack Barlow a Tommy Collins. Rovněž dohlížel na zvuk při vůbec poslední nahrávací frekvenci zpěváka Hanka Williamse. Je vynálezcem fuzz-pedálu. Rovněž byl vlastníkem nahrávacího studia Woodland Sound Studios. Zemřel ve svém domě v Murfreesboro ve věku 96 let.